# JaCoby Stevens
JaCoby Stevens (Murfreesboro, 19 giugno 1998) è un giocatore di football americano statunitense che milita nel ruolo di linebacker per i Philadelphia Eagles della National Football League (NFL).

## Carriera

### Philadelphia Eagles
Steven al college giocò a football a LSU. Fu scelto nel corso del sesto giro (224º assoluto) nel Draft NFL 2021 dai Philadelphia Eagles. Fu svincolato il 31 agosto 2021 e rifirmò con la squadra di allenamento il giorno successivo. Nella sua stagione da rookie disputò 2 partite, di cui una come titolare, mettendo a segno 3 tackle.